# 22611 Galerkin
22611 Galerkin (1998 KB) là một tiểu hành tinh vành đai chính được phát hiện ngày 17 tháng 5 năm 1998 bởi P. G. Comba ở Prescott.